# Cratere Loto
Loto  è un cratere sulla superficie di Marte.